# Parafia św. Michała Archistratega w Wilnie
Parafia św. Michała Archistratega – prawosławna parafia w dekanacie wileńskim miejskim eparchii wileńskiej i litewskiej Rosyjskiego Kościoła Prawosławnego. 
Działa od 1956, kiedy należało do niej 350 osób.